# 72 Seasons
72 Seasons é o décimo primeiro álbum de estúdio da banda de thrash metal americana, Metallica. Foi lançado em 14 de abril de 2023 pela própria gravadora da banda, a Blackened Recordings. O álbum foi produzido por Greg Fidelman, que também produziu o álbum de estúdio anterior da banda, Hardwired... to Self-Destruct (2016), e foi o segundo álbum de estúdio da banda a ser lançado pela Blackened.

## Lista de faixas
| N.º            | Título                   | Música                                      | Duração |  |
| 1.             | "72 Seasons"             | James Hetfield · Lars Ulrich · Kirk Hammett | 7:39    |  |
| 2.             | "Shadows Follow"         | Hetfield · Ulrich                           | 6:12    |  |
| 3.             | "Screaming Suicide"      | Hetfield · Ulrich · Robert Trujillo         | 5:30    |  |
| 4.             | "Sleepwalk My Life Away" | Hetfield · Ulrich · Trujillo                | 6:56    |  |
| 5.             | "You Must Burn!"         | Hetfield · Ulrich · Trujillo                | 7:03    |  |
| 6.             | "Lux Æterna"             | Hetfield · Ulrich                           | 3:22    |  |
| 7.             | "Crown of Barbed Wire"   | Hetfield · Ulrich · Hammett                 | 5:49    |  |
| 8.             | "Chasing Light"          | Hetfield · Ulrich · Hammett                 | 6:45    |  |
| 9.             | "If Darkness Had a Son"  | Hetfield · Ulrich · Hammett                 | 6:36    |  |
| 10.            | "Too Far Gone?"          | Hetfield · Ulrich                           | 4:34    |  |
| 11.            | "Room of Mirrors"        | Hetfield · Ulrich                           | 5:34    |  |
| 12.            | "Inamorata"              | Hetfield · Ulrich                           | 11:10   |  |
| Duração total: | Duração total:           | Duração total:                              | 77:10   |  |

## Paradas musicais
| País/Parada (2023)                    | Melhor posição |
| ------------------------------------- | -------------- |
| Austrália (ARIA)                      | 1              |
| Áustria (Ö3 Austria Top 40)           | 1              |
| Bélgica (Ultratop Flandres)           | 1              |
| Bélgica (Ultratop Valônia)            | 1              |
| Canadá (Billboard)                    | 1              |
| Croácia (HDU)                         | 1              |
| República Tcheca (ČNS IFPI)           | 3              |
| Dinamarca (Hitlisten)                 | 1              |
| Países Baixos (Dutch Charts)          | 1              |
| Finlândia (Suomen virallinen lista)   | 1              |
| França (SNEP)                         | 1              |
| Alemanha (Offizielle Deutsche Charts) | 1              |
| Grécia (IFPI)                         | 1              |
| Hungria (MAHASZ)                      | 1              |
| Islândia (Plötutíðindi)               | 4              |
| Irlanda (Official Irish Albums)       | 1              |
| Itália (FIMI)                         | 3              |
| Japão (Oricon)                        | 4              |
| Japão (Oricon)                        | 3              |
| Japão (Billboard Japan)               | 4              |
| Lituânia (AGATA)                      | 25             |
| Nova Zelândia (RMNZ)                  | 1              |
| Noruega (VG-lista)                    | 2              |
| Portugal (AFP)                        | 1              |
| Escócia (Official Scottish Albums)    | 1              |
| Eslováquia (ČNS IFPI)                 | 5              |
| Espanha (PROMUSICAE)                  | 2              |
| Suécia (Sverigetopplistan)            | 1              |
| Suécia (Sverigetopplistan)            | 1              |
| Suíça (Schweizer Hitparade)           | 1              |
| Reino Unido (Official Albums Chart)   | 1              |
| Reino Unido (UK Rock & Metal Albums)  | 1              |
| Estados Unidos (Billboard 200)        | 2              |
| Estados Unidos (Top Rock Albums)      | 1              |
| Estados Unidos (Top Hard Rock Albums) | 1              |

## Créditos
| Metallica - James Hetfield – vocal · guitarra rítmica - Lars Ulrich – bateria - Kirk Hammett – guitarra principal - Robert Trujillo – baixo | Técnica - Greg Fidelman – produção · mixagem · gravação - Sara Lyn Killion – engenharia - Jim Monti – engenharia - Jason Gossman – engenharia adicional · edição digital - Kent Matcke – assistência de engenharia - Dan Monti – edição digital - Bob Ludwig – masterização - David Turner – arte da capa |

## Ligação externa
- «72 Seasons» (em inglês). Metallica.com